# معرض إندونيسيا للمؤتمرات
معرض إندونيسيا للمؤتمرات هو مركز للمؤتمرات والمعارض يقع في بومي سيربونج داماي، باججان بنتن في إندونيسيا. تم افتتاح مركز المؤتمرات والمعارض في أغسطس 2015. وهو أكبر مركز للمؤتمرات والمعارض في إندونيسيا.
تبلغ مساحة الأرض الإجمالية حوالي 220.000 متر مربع، و10 قاعات عرض بمساحة إجمالية تبلغ 50.000 متر مربع، ومساحة عرض خارجية تبلغ 50.000 متر مربع، و33 غرفة اجتماعات، وقاعة مؤتمرات واحدة تبلغ مساحتها 4.000 متر مربع، وردهة واحدة للفعاليات بمساحة 12.000 متر مربع. القاعات مجهزة لاستيعاب المعارض والمعارض التجارية والمؤتمرات وغيرها من الأحداث. يقع فندق أربع نجوم داخل مجمع المعرض لتسهيل الإقامة لأولئك الذين ينضمون إلى الأحداث المختلفة في المكان.

## الوصول
يقع مركز المعارض على بعد 10 دقائق تقريبًا من محطة سكة حديد سيربونج ومحطة راوا بونتو للسكك الحديدية ومحطة سيساوك للسكك الحديدية، مما يجعل الوصول إليها سهلاً للركاب باستخدام نظام سكة حديد جاكرتا للركاب. علاوة على ذلك لا يقع مركز المؤتمرات بعيدًا جدًا عن طريق جاكرتا - سيربونج تول. يربط هذا الطريق المرسوم مباشرة شركة آي سي إي ببعض الأماكن المهمة في كل من غرب جاكرتا وجنوب جاكرتا.